# Кемпен (Німеччина)
Кемпен (нім. Kempen) — місто в Німеччині, знаходиться в землі Північний Рейн-Вестфалія. Підпорядковується адміністративному округу Дюссельдорф. Входить до складу району Фірзен.
Площа — 68,79 км2. Населення становить 34 537 ос. (станом на 31 грудня 2020).

## Відомі люди
Народились
- Тома Кемпійський (1380—1471) — німецький католицький містик, монах-августинець
- Луїс Баєр (нар. 2000) — німецький футболіст

Померли
- Аніта Реє (1885—1933) — німецька художниця єврейського походження

## Галерея

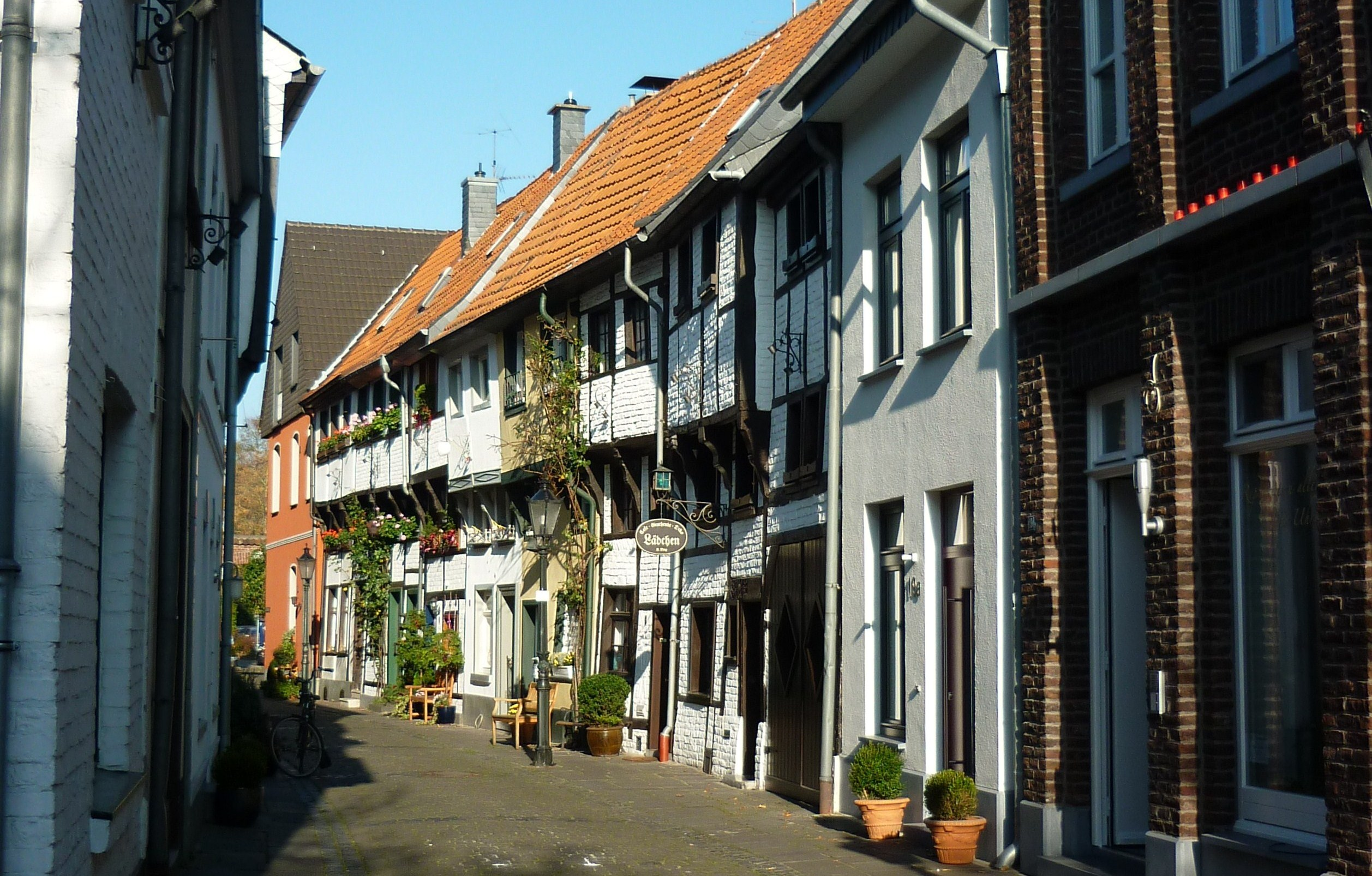
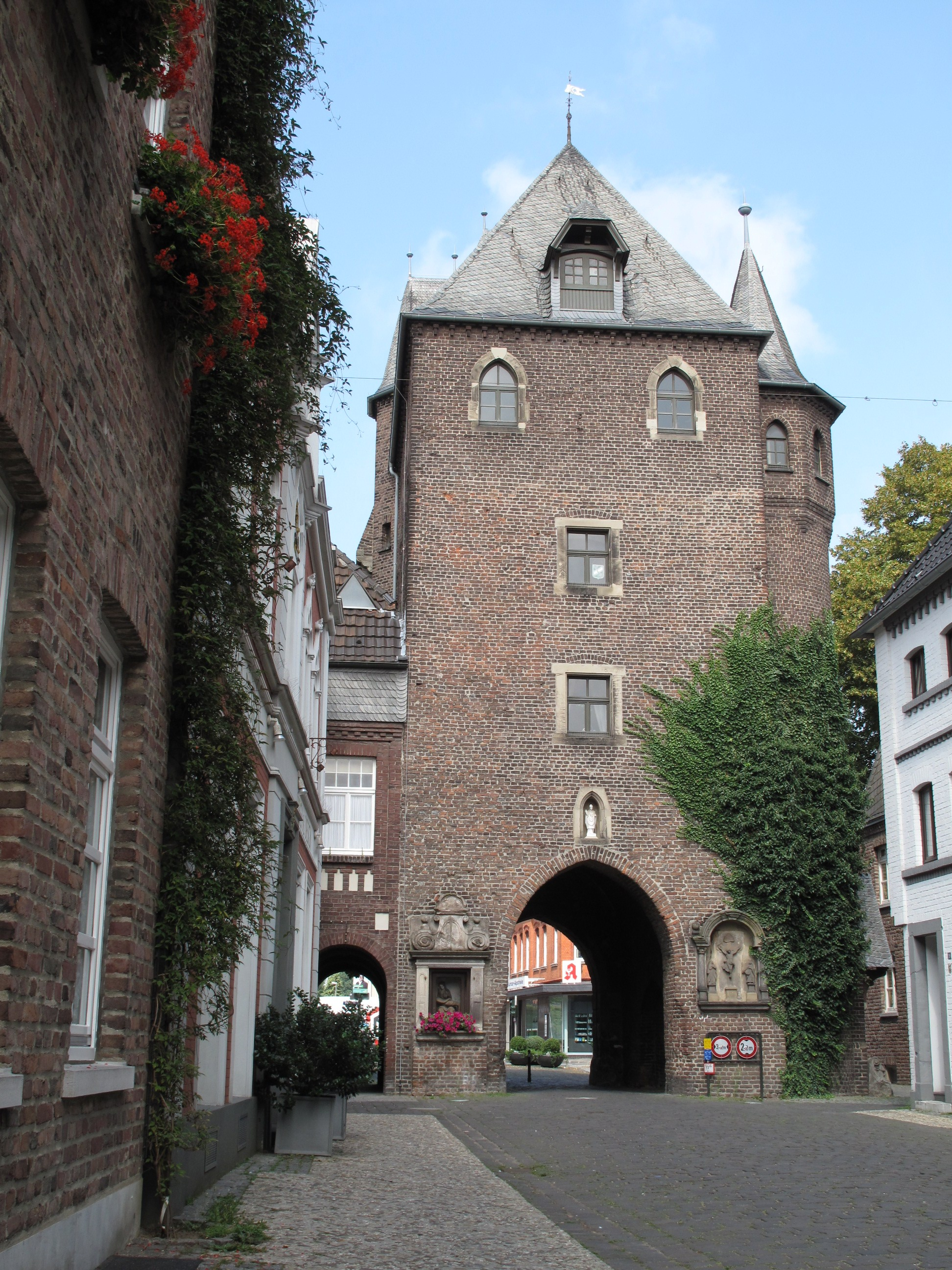
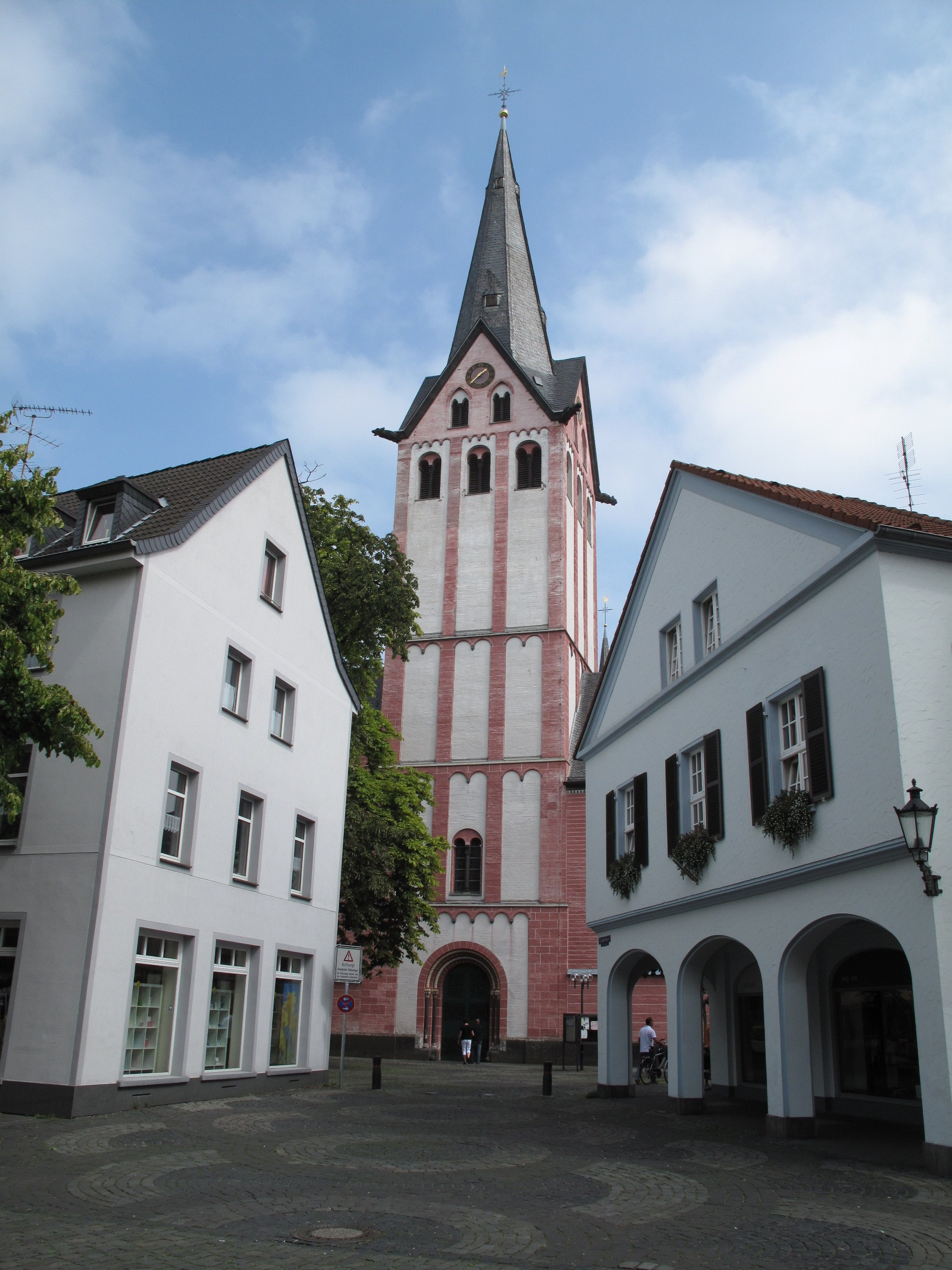
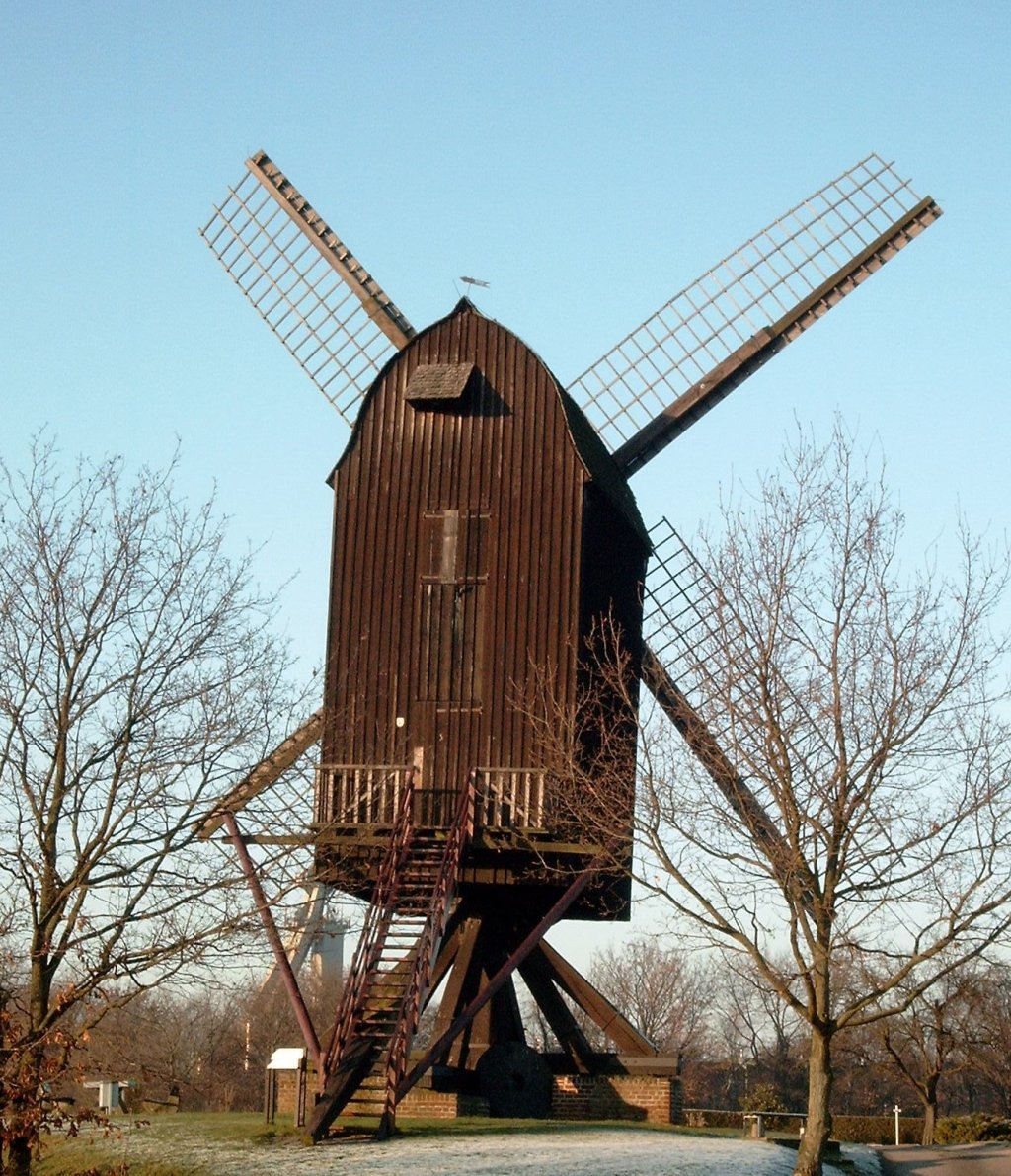
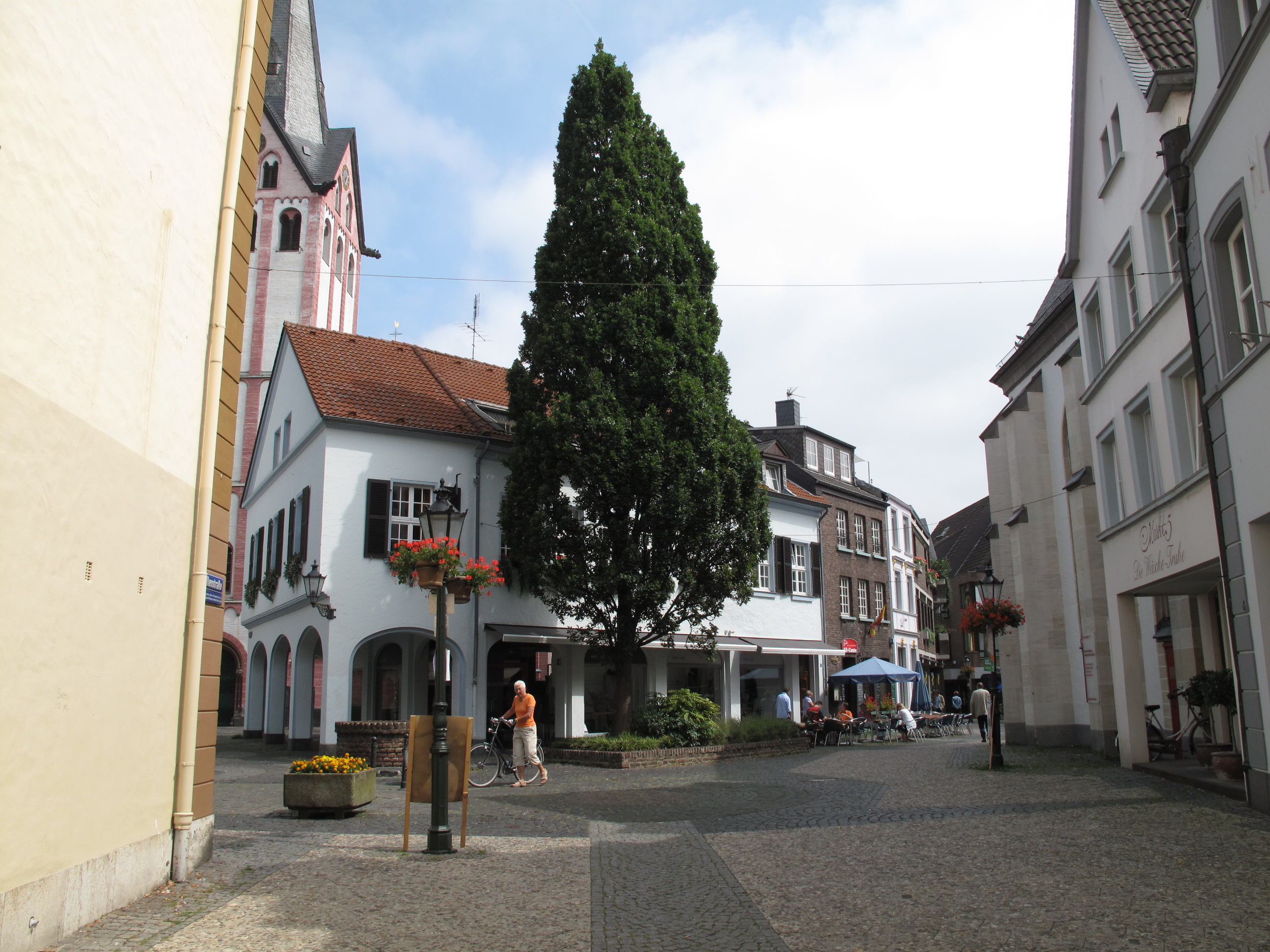
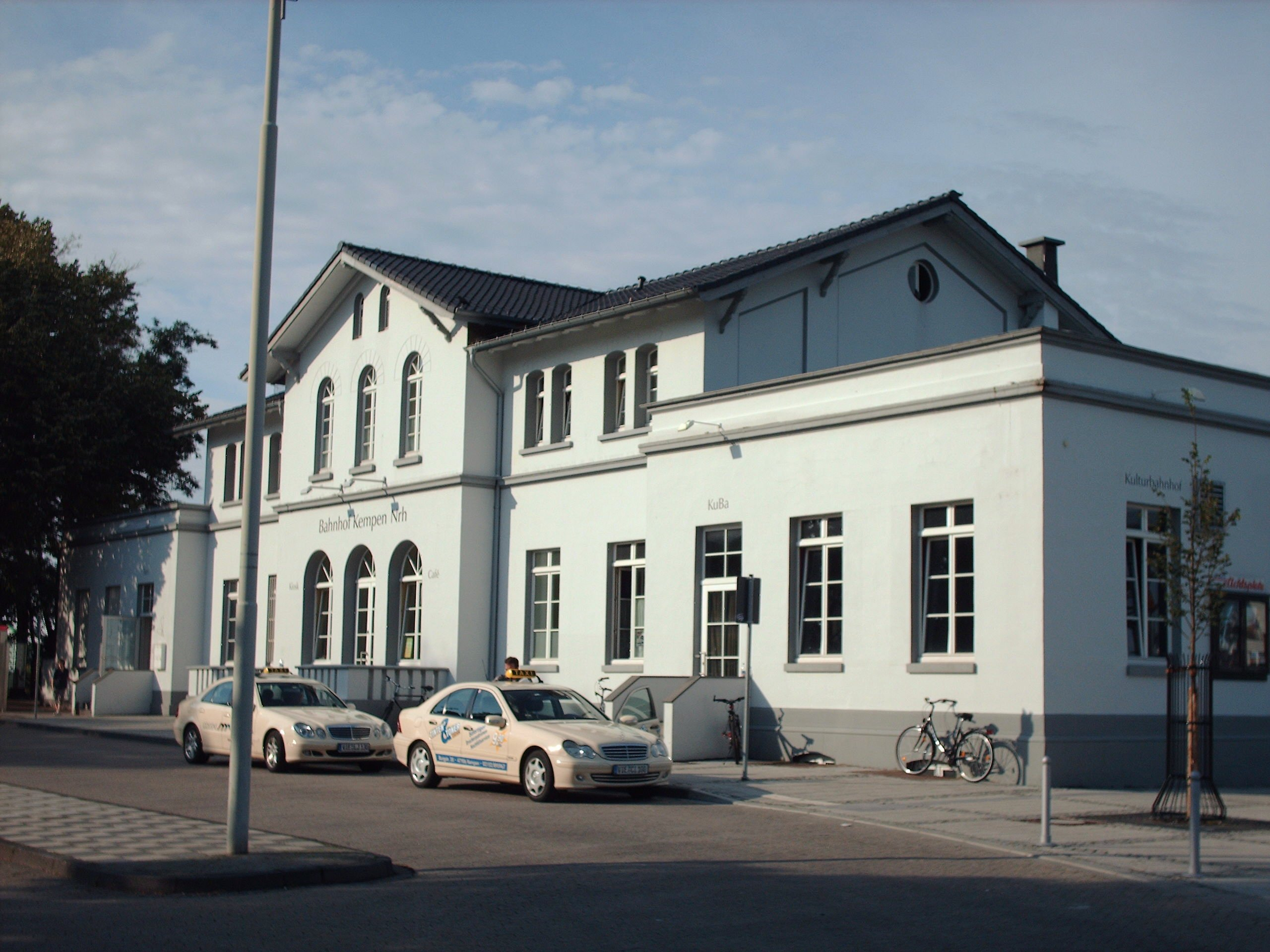